# Gestalt
Gestalt bezeichnet umgangssprachlich die äußere Form, den Umriss, Wuchs oder die Erscheinung von Personen, Skulpturen oder allgemein von Lebewesen (und deren Darstellung), aber auch deren Wirkung und Präsenz, beispielsweise als „Lichtgestalt“. Als Fachbegriff ist er ein Topos der deutschsprachigen Geistesgeschichte, der das klassische Problem des Übergangs von äußerlich wahrnehmbarer Welt zur inneren Vorstellungswelt als eine Gestalt auflöst. In ihm verbindet sich die Aktivität der Handlung mit der Passivität der Wahrnehmung zu einer Einheit, in welcher der Übergang zwischen Anschauung und Bedeutung verschmilzt.
Besondere Bedeutung gewann der Begriff im 20. Jahrhundert schließlich durch den George-Kreis mit der Idee der „charismatischen Führergestalt“.

## Philosophie

### Hintergrund
Aufgrund der speziellen Bedeutung wurde die Gestalt in andere Sprachen als Lehnwort übernommen. Ins Englische wurde er durch die jüdische Diaspora 1933 mit der Gestaltpsychologie und -theorie und die Gestalttherapie in die USA eingebracht. In Anlehnung an Edmund Husserl wird the gestalt auch als figural moment, living form oder product of organization erläutert. Im Französischen kommt der Begriff gleichfalls mit der Psychologie de la forme vor, die gestaltisme gilt als eine Verbindung von Psychologie, Philosophie und Biologie.

### Ideengeschichte
Das Verhältnis von extramentaler sinnlich wahrnehmbarer Wirklichkeit und mentaler innerer Vorstellung stellt bis heute ein zentrales erkenntnistheoretisches Problem dar. Zusätzlich wirken in die Wahrnehmung noch Fragen der Ästhetik hinein. Der Gestaltbegriff tradiert diese Problemhistorie. Anfangs noch ein Grundbegriff der Ästhetik, wurde er zu einer denkerischen und holistischen Kategorie, bevor er schließlich als psychophysischer Begriff die Grundlage für die Gestalttheorie und Gestaltpsychologie bildete. Die Grundlage bot die Verknüpfung von Form und Biologie als eine Gestalt.

#### Winckelmann und Herder
Johann Joachim Winckelmann idealisierte 1725 die vorab formale Kategorie der äußeren Gestalt zur abstrakten und entmaterialisierten, reinen bloßen Gestalt als Inbegriff der höchsten, in Gott angeschauten Schönheit. Winckelmann sah diese in den griechischen Plastiken der Götter und identifizierte die Menschenfigur als Bild höchster Schönheit, eben als schöne Gestalt.

Die Auslagerung der Ästhetik in die göttliche Transzendenz kehrte Johann Gottfried Herder um, indem er die Fähigkeit der sinnlich-körperlichen Manifestation in der bildenden Kunst als ihre eigentliche Tiefe hervorhebt. So führt Herder mit Blick auf die Plastiken der alten Griechen aus, dass
die bildende Kunst eine beständige Allegorie sei, denn sie bildet Seele durch Körper, und zwei größere αλλα kanns wohl nicht geben, insonderheit wenn man die Philosophen der Gelegenheit und der prästabilierten Harmonie um Rath frägt. Der Künstler hat das Vorbild von Geist, Charakter, Seele in sich und schafft diesen Fleisch und Gebein: er allegoriert also durch alle Glieder. […] Dies ist Seele, die sich Form schafft, und wo beide, Form und Seele, vom Verhältnis gelinde abzuweichen befehlen, kann er nicht blos sondern muss abweichen, wie bei Apollo’s längeren Schenkeln, bei Herkules dickerm Halse, u.f. Leibhafte Form ist der Tempel und Geist die Gottheit, die ihn durchhauchet.
Für Herder ist die Gestalt nicht länger eine bloße Anschauung, sondern eine mit den Sinnen erfahrbare und leibliche Tiefe der Körperlichkeit, die selbst den Hauch des Lebens in sich trägt. Die Plastiken der Bildhauerei drücken diese Sinnlichkeit aus, „ein lebendes, ein Werk voll Seele, das da sei und daure.“ deren äußerster Ausdruck sich in der Skulptur des Pygmalion findet. Durch Herder gewinnt der Begriff der Gestalt die Spezifikation einer verbindenden Kraft zwischen dem innersten Seelenleben und der äußeren Welt.

#### Schiller und Goethe
Friedrich Schiller etablierte im ausgehenden 18. Jahrhundert den Gestaltbegriff mit seinen Briefen über die ästhetische Erziehung des Menschen endgültig im Diskurs der deutschen Gelehrten. Er spricht von der Gestalt als „ein Begriff, der alle formalen Beschaffenheiten der Dinge und alle Beziehungen derselben auf die Denkkräfte unter sich faßt“ die ihrerseits Gegenstand des Formtriebes sind. Dieser verbindet sich mit dem Sinnestrieb und wird zur lebenden Gestalt, „mit einem Worte, dem, was man in weitester Bedeutung Schönheit nennt, zur Bezeichnung dient“. Die Gestalt ist das Wechselspiel von Leibhaftigkeit und Intention, eine Verbindung:
"Durch diese Erklärung, wenn es eine wäre, wird die Schönheit weder auf das ganze Gebiet des Lebendigen ausgedehnt, noch bloß in dieses Gebiet eingeschlossen. Ein Marmorblock, obgleich er leblos ist und bleibt, kann darum nichts desto weniger lebende Gestalt durch den Architekten und Bildhauer werden; ein Mensch, wiewohl er lebt und Gestalt hat, ist darum noch lange keine lebende Gestalt. Dazu gehört, daß seine Gestalt Leben und sein Leben Gestalt sei. So lange wir über seine Gestalt bloß denken, ist sie leblos, bloße Abstraktion; so lange wir sein Leben bloß fühlen, ist es gestaltlos, bloße Impression. Nur, indem seine Form in unsrer Empfindung lebt und sein Leben in unserm Verstande sich formt, ist er lebende Gestalt, und dies wird überall der Fall sein, wo wir ihn als schön beurteilen."
Johann Wolfgang von Goethes euphorische Nutzung entwickelte den Gestaltbegriff in zwei Richtungen weiter, die verstärkt durch die im 19. Jahrhundert intensiv einsetzende Goetherezeption im Fin de siècle, insbesondere durch Georg Simmels Werk Goethe von 1913 in die Breite der Wissenschaften transportiert wurden. Einerseits verdichtete Goethe die holistischen Implikationen des Begriffes, anderseits überträgt er ihn in die Morphologiestudien seiner Naturphilosophie und ermöglicht somit die spätere Nutzung der Gestalt in den Naturwissenschaften. In seiner Schrift Von deutscher Baukunst von 1772 benutzt Goethe den Gestaltbegriff, um die Erbauung des Straßburger Münsters durch Erwin von Steinbach bewundernd zu idealisieren: Eine einheitliche, in jedem Detail vorhandene und doch das Ganze durchdringende Gesamtkomposition, die beharrlich verfolgt wird. Auf jeder Betrachtungsebene und in jedem Teil dringt kontinuierlich die Gestalt des Ganzen durch. Sprachlich verbindet Goethe das Organische der Natur mit dem überirdisch Sakralen, welche durch die mit göttlicher Inspiration geführte Hand des Gestalters entsteht:
"Er [Steinbach] ist der erste, aus dessen Seele die Teile, in ein ewiges Ganze zusammengewachsen, hervortreten […] der zuerst die zerstreuten Elemente in ein lebendiges Ganzes zusammenschuf. […, Er] vermannigfaltige die ungeheure Mauer, die du gen Himmel führen sollst, daß sie aufsteige gleich einem hocherhabenen, weitverbreiteten Baume Gottes, der mit tausend Ästen, Millionen Zweigen und Blättern wie der Sand am Meer ringsum der Gegend verkündet die Herrlichkeit des Herrn, seines Meisters. […] Ein ganzer, großer Eindruck füllte meine Seele, den, weil er aus tausend harmonierenden Einzelheiten bestand, ich wohl schmecken und genießen, keineswegs aber erkennen und erklären konnte. Sie sagen, daß es also mit den Freuden des Himmels sei, und wie oft bin ich zurückgekehrt, diese himmlisch-irdische Freude zu genießen, den Riesengeist unsrer ältern Brüder in ihren Werken zu umfassen. Wie oft bin ich zurückgekehrt, von allen Seiten, aus allen Entfernungen, in jedem Lichte des Tags zu schauen seine Würde und Herrlichkeit."
In den morphologischen Untersuchungen erfasst er phänomenologisch die biologischen Prozesse von Pflanzen, Tieren und Menschen mit dem Begriff der Gestalt und richtet sich gleichzeitig ausdrücklich gegen atomistische Methoden – die Addition gesonderter Betrachtungen der Funktionsweisen einzelner Bestandteile zu einem Ganzen – der Naturwissenschaften. Seine Untersuchungen richten sich auf die Urpflanze, eine 
"Harmonia Plantarum wodurch das Linnaische System aufs schönste erleuchtet wird, alle Streitigkeiten über die Form der Pflanzen aufgelößt, ja sogar alle Monstra erklärt werden … die allgemeine Formel … [die] auf alle Pflanzen anwendbar ist. Ich kann schon die eigensinnigsten Formen z. E. Passiflora, Arum, dadurch erklären und mit einander in Parallel setzen."
Einer solchen biologischen Urgestalt zugrundeliegendes Gesetz der Genese von Formen soll gleichermaßen für die Ästhetik und die Natur anwendbar sein. Die enthaltene ästhetische Tradition der Gestalt wurde auf die Natur erweitert: Das Natürliche ist das Schöne, dessen lebendige Form als Gestalt sichtbar wird und dessen Teile als ein einheitliches Ganzes wachsen. Dem Unschönen wird jede Gestalt abgesprochen.
Die Morphologie beschreibt die Wandlungsfolge als historischen Prozess von der Urgestalt bis zum gegenwärtigen Genotypen. Dabei sind die Urgestalten besser, reiner und hochwertiger als ihre Abbilder. Die Urgestalten zu erkennen zeichnet für Goethe das Genie aus. Gestaltseher erkennen das Ursprüngliche, die Urbilder, sie erfassen das Ganze als Ganzes und leiten aus dieser Inspiration die Legitimation für das eigene künstlerische Gestalten ab. Der Gestalt-Seher wird selbst in dem Gestaltbegriff integriert, er ist als Person hervorgehoben und selbst besondere Gestalt geworden. Der Betrachter, die Ästhetik, die Natur und die Geschichte verbinden sich im Begriff der Gestalt.

#### Übergang ins 20. Jahrhundert
Durch die Verschiebung weg von der ästhetischen Beschreibung hin zur Bewertung von Ursprünglichkeit und Reinheit gewann der Gestaltbegriff eine dramatische sozialethische Dimension. Goethes Morphologien wurden durch die zeitgleiche Entwicklung der Evolutionstheorie auf die Menschen anwendbar. Der ästhetische Maßstab misst nun auch die biologische Erscheinung des Menschen: Schönheit wird zum Ausdruck der Nähe zu den Urgestalten und zum Ursprung; durch diese Nähe wird eine Reinheit und eine ethische Aufwertung abgeleitet. Zusätzlich wird das im Gestaltbegriff enthaltene Wechselspiel von innen und außen – vorher bei den Plastiken der Griechen – als Physiognomie auf den Menschen angewandt: Charakter und Physis werden unmittelbar einander gekoppelt und von der körperlichen Beschaffenheit wird auf den Geist geschlossen. Aus der Überlegenheit leitet sich ein Führungsanspruch innerhalb der sozialen Hierarchie ab, eine Vorstufe der Theorie vom Übermenschen und der Rassenideologie.
Die Nähe zu den Urgestalten qualifiziere, so eine im Bildungsbürgertum populäre Betrachtungsweise in den ersten Jahrzehnten des 20. Jahrhunderts, zudem zum Genie, zum Seher und Propheten oder zum Dichter mit Anspruch auf eine charismatische Führerrolle. Ein prominentes Beispiel ist der George-Kreis um die Person des deutschen Dichters Stefan George. Der Kreis-Hagiograph Friedrich Wolters entwickelte im Jahrbuch für die geistige Bewegung einen Gestalt-Begriff, der für die wissenschaftliche Arbeit des Kreises in der Folgezeit prägend wurde. Im gleichnamigen Aufsatz entwarf Wolters das Programm einer „Gestalt“-Biographik, die die ganzheitliche Einheit von Werk und Person eines Künstlers intuitiv erfassen und zugleich mit „einem schicksalhaft erfüllten biographischen Plan zum Maßstab gelungenen Lebens“ verknüpfen sollte. Das Konzept wurde später etwa von Heinrich Friedemann (Platon. Seine Gestalt, Berlin 1914) und Friedrich Gundolf (Goethe, Berlin 1916) umgesetzt, die „Gestalt“-Biographik wurde zu einem der einflussreichsten geistesgeschichtlichen Konzepte der 1910er und 1920er Jahre.
Parallel dazu entwickelte sich eine durch Franz Brentano geprägte philosophische Strömung, die den Begriff der Gestalt zur Bewältigung wahrnehmungsphysiologischer Fragestellungen heranzog. Sie stellt einen der wesentlichen Übergänge von der Philosophie zur Psychologie dar, vorangetragen durch das Wirken des Brentanoschülers Carl Stumpf und dessen Gründung der Berliner Schule der Psychologie.

## Psychologie

### Eingang in die Psychologie
Die Entstehung der Psychologie Ende des 19. Jahrhunderts begründete sich maßgeblich durch die Entkräftung der theologischen Theorien: 
„Befeuert durch die bahnbrechenden Erfolge der Naturwissenschaften, erwuchs die Psychologie als Versuch, das alte Wissen um das Erleben und Verhalten des Menschen mit den neuen Erkenntnissen in Einklang zu bringen. Das naturwissenschaftliche Selbstverständnis prägte die Methoden maßgeblich, die Fortschritte der Physiologie, Medizin und Physik wurden zur theoretischen Grundlage, auf der die psychologische Forschung aufbaute. Die Entkräftung der theologischen Modelle verwarf alle teleologischen Handlungstheorien, insbesondere die Arbeiten Darwins und Haeckels erzwangen eine Neubetrachtung des Menschen als handelndes Wesen. Rudolf Virchow brachte das auf den Punkt: „Ich habe hunderte von Menschen operiert und nie eine Seele gefunden. Es bedeutete die Umpolung der Handlungsmotive: die vorab äußeren Handlungsmotive von Heil und Erlösung wurden nach innen gelegt, die Quelle des Handelns lag fortan in den undurchschaubaren inneren Vorgängen des Seelenlebens, begleitet von Instinkten und Trieben jenseits des Bewusstseins.“
Im deutschsprachigen Raum fanden sich neben der Wiener Psychoanalyse um Sigmund Freud und der Leipziger Schule um Wilhelm Wundt vor allem die Berliner Schule um Carl Stumpf, welche maßgeblich den Gestaltbegriff heranzog und weiterentwickelte. Dieser Begriff bot sich an, um komplexe Wahrnehmungsphänomene, das Verhältnis von Innen-Außen und das Verhältnis vom Ganzen zu seinen Teilen zu erklären. In dem Zeitgeist des Fin de Siècle setzte das allerdings eine naturwissenschaftliche Fundierung voraus. Diese bot Christian von Ehrenfels, wie Carl Stumpf Brentanoschüler, mit seinem maßgeblichen und äußerst einflussreichen Aufsatz von 1890 Über die Gestaltqualitäten.

### Gestaltqualitäten bei Ehrenfels
Ehrenfels’ Aufsatz kommentierte das Werk von Ernst Mach Beiträge zur Analyse der Empfindungen, welches das Hören von Tönen untersuchte. Am Beispiel der Melodie bestimmte Ehrenfels das Phänomen als Gestalt:

„Gesetzt, es werde die Tonreihe t1, t2, t3, …tn nach ihrem Ablauf von einem Bewusstsein S ‚als Tongestalt aufgefasst‘, (so dass also in demselben die Erinnerungsbilder sämmtlicher Töne gleichzeitig vorhanden seien) – gesetzt ferner, es werde nebenbei die Summe jener n Töne, jeder mit seiner besonderen zeitlichen Bestimmtheit, von n Bewusstseinseinheiten dergestalt zu Vorstellung gebracht, dass jedes dieser n Individuen nur eine der n Tonvorstellungen im Bewusstsein habe, – so taucht nun die Frage auf, ob das Bewusstsein S, indem es die Melodie auffasst, mehr zur Vorstellung bringt, als die n übrigen Individuen zusammengenommen.“

Das eigentliche Phänomen für Ehrenfels liegt darin, dass eine Melodie in unterschiedlichen Erscheinungsformen wiedererkannt wird, die so ihre Gestalt ausmachen. Darin identifiziert er ihre Übersummativität, also dass die Wahrnehmung einer Melodie mehr ist, als die Zusammensetzung der physikalisch wahrnehmbaren Bestandteile:
Unter Gestaltqualitäten verstehen wir solche positive Vorstellungsinhalte, welche an das Vorhandensein von Vorstellungscomplexen im Bewusstsein gebunden sind, die ihrerseits aus einander trennbaren (d. h. ohne einander vorstellbaren) Elementen bestehen. – Jede für das Vorhandensein der Gestaltqualitäten nothwendigen Vorstellungscomplexe wollen wir die Grundlage der Gestaltqualitäten nennen.
Ehrenfels dehnt den neu gewonnenen Begriff der Gestaltqualität konsequent auf alle Sinnesempfindungen aus, also "Räumliche Gestalten der Tast-, Temperatur- und Geschmacksqualität, die sich zusätzlich zu einer gemeinsamen Gestalt fügen; zeitliche Gestalten, bei denen neben den Farb- und Ortsveränderungen, wie den Bewegungen auch die „unmusikalischen Schallgestalten beachtet werden (donnern, knallen, rauschen, plätschern, usw.)“, um schließlich das gesamte Bewusstsein als die "Ableitung sämtlicher Vorstellungsinhalte aus einem gemeinsamen Urelement die Möglichkeit [geboten sein], die ganze bekannte Weit unter einer einzigen mathematischen Formel zu begreifen."

### Die Berliner Gestalttheorie
Durch den intensiv diskutierten ehrenfels’sche Aufsatz wurden schlagartig alle Probleme der Wahrnehmung unter dem Begriff der Gestalt zusammengefasst und als psychologisches Forschungsdesiderat ausgewiesen. Der so neu gewonnene naturwissenschaftliche Begriff bot sich außerordentlich gut an, um die Sinnesphysiologie und die Isomorphie von Physis und Psyche als ein prozesshaftes Geschehen zu untersuchen, während gleichzeitig ein sonst für Naturwissenschaften unmöglicher, theoretischer Zugang zu präfiguralen Wahrnehmungsmustern in Form von Urgestalten offen blieb.
All das geschah an dem durch Carl Stumpf neu gegründeten Berliner Institut für Psychologie, welches unbelastet von Traditionszwängen dem akademischen Nachwuchs einen Pioniergeist bereithielt. Hier entwickelten Stumpfs Doktoranden Kurt Koffka, Wolfgang Köhler, Adhémar Gelb und Kurt Lewin gemeinsamen die theoretischen Grundlagen. Die auffälligen akademischen und biographischen Parallelen begünstigten die Zusammenarbeit und verknüpften die persönlichen Werdegänge aufs Engste mit der Theoriebildung. Die Gestalttheoretiker teilten vorwiegend einen osteuropäisch-jüdischen Hintergrund, vernetzten sich in ihren akademischen Wanderjahren bestens, gründeten 1921 gemeinsam die Zeitschrift „Psychologische Forschung – Zeitschrift für Psychologie und ihre Grenzwissenschaften“, die das wesentliche Publikationsorgan der Gestalttheorie war, und wurden ab 1933 geschlossen ins Exil gedrängt.
Mit dem Ersten Weltkrieg gewann die Gestaltforschung eine neue Dimension: Das Berliner Institut erforschte mit Hilfe von Schallmessungen des Richtungshörens für die Feldartillerie oder der Schallortung von Schiffen. Mit Hilfe von Adhemar Gelb wurde die Gestalttheorie in die Medizin eingeführt, indem er seine Forschung hirnverletzter Soldaten gemeinsam mit dem Neurologen Kurt Goldstein fortführte, der seinerseits die psychologischen Folgen von Hirnverletzungen an dem eigens dafür gegründeten Frankfurter „Institut zur Erforschung der Folgeerscheinungen von Hirnverletzungen“ erforschte. Goldstein entwickelte die Gestalttheorie mit seinem ersten Hauptwerk "Der Aufbau des Organismus" von 1934 zu einer Organismustheorie weiter, die sich jedoch dezidiert von der Gestalttheorie abgrenzt.
Friedrich Sander, Hauptvertreter der Leipziger Schule der Gestaltpsychologie, versuchte in seinem viel beachteten Sammelreferat (1928) über Gestaltpsychologie eine Definition, indem er die Gestalt als eine „gegliederte Ganzheit“ bezeichnete. Da er an einem Kreis und einer Geraden jedoch keine Gliederung fand, sprach er in diesen Fällen von „fließender Gliederung“ – was Johannes Volkelt „Gliedverschliffenheit“ nannte. Damit verstießen beide jedoch gegen das Prinzip aller Gestalt- und Ganzheitspsychologen, nach dem der Phänomenologie der Primat bei der wissenschaftlichen Bearbeitung des Erlebens zukommen muss; von einem Fließen und von Schleifspuren ist bei Kreis und Geraden aber nichts zu sehen.

### Weitere Entwicklung im 20. Jahrhundert
Nach der erzwungenen Auswanderung der jüdischen Gestalttheoretiker um 1933 blieb in Deutschland einzig Wolfgang Metzger als Vertreter der Berliner Schule zurück. Das jüdische Exil bedeutete de facto das Ende der Gestalttheorie im deutschsprachigen Raum. Im US-amerikanischen Raum hingegen ging die Gestalttheorie in unterschiedliche andere Entwicklungena auf, unter anderem die parsonssche Systemtheorie oder die lewinsche Feldtheorie. Der einzige Träger des Gestaltbegriffes bis in die Gegenwart erfolgte durch das Ehepaar Laura und Fritz Perls und ihrer Entwicklung der Gestalttherapie aus der Psychoanalyse, auch im Exil. Beide lernten sich im Oberseminar von Kurt Goldstein und Adhemar Gelb kennen: Laura promovierte bei Gelb, Fritz war unter Kurt Goldstein Assistenzarzt und beide durchliefen eine psychoanalytische Ausbildung. Vom Gestaltbegriff blieb bei den Perls vor allem die Bedeutung der Wahrnehmung, wie Laura Perls im Rückblick betonte:
Als wir anfingen, wollten wir es „Existenzialistische Therapie“ nennen, aber der Existenzialismus wurde mit Sartre identifiziert, der einen nihilistischen Ansatz verfolgte. Darum suchten wir nach einem anderen Namen. Ich dachte, dass wir mit Gestalt Therapy Probleme bekommen würden, weil wir das Wort „Gestalt“ benutzten. […] Sie [Gestaltpsychologen an der New York School] lehnten uns völlig ab … Sie meinten, dass „Gestalt“ ihre Domäne sei und dass das Wort für die Wahrnehmungspsychologie reserviert sei, mit der ich in der Vergangenheit viel gearbeitet hatte.
Der genuine theoretische Kern konnte an den theoretischen Erfolg vor dem jüdischen Exodus nicht mehr anknüpfen. Ebenso schwand die akademische Institutionalisierung in Form von Lehrstühlen. Einige Versuche die Berliner Theorie über die Wahrnehmungsparadoxien hinaus anzuwenden versandeten rasch: Gabriele von Wartensleben, eine Schülerin Wertheimers, gebrauchte 1914 den Gestaltbegriff erfolglos für die Persönlichkeit; Walter Schering spann 1927 die große Nähe der Arbeiten Othmar Spann und Hegel zu einem soziologisch gefassten Gestaltbegriff weiter.